# Cleistocybe
Cleistocybe — рід грибів. Назва вперше опублікована 2007 року.

## Класифікація
До роду Cleistocybe відносять 5 видів:
- Cleistocybe carneogrisea
- Cleistocybe gomphidioides
- Cleistocybe malenconii
- Cleistocybe pleurotoides
- Cleistocybe vernalis